# Hearst Castle

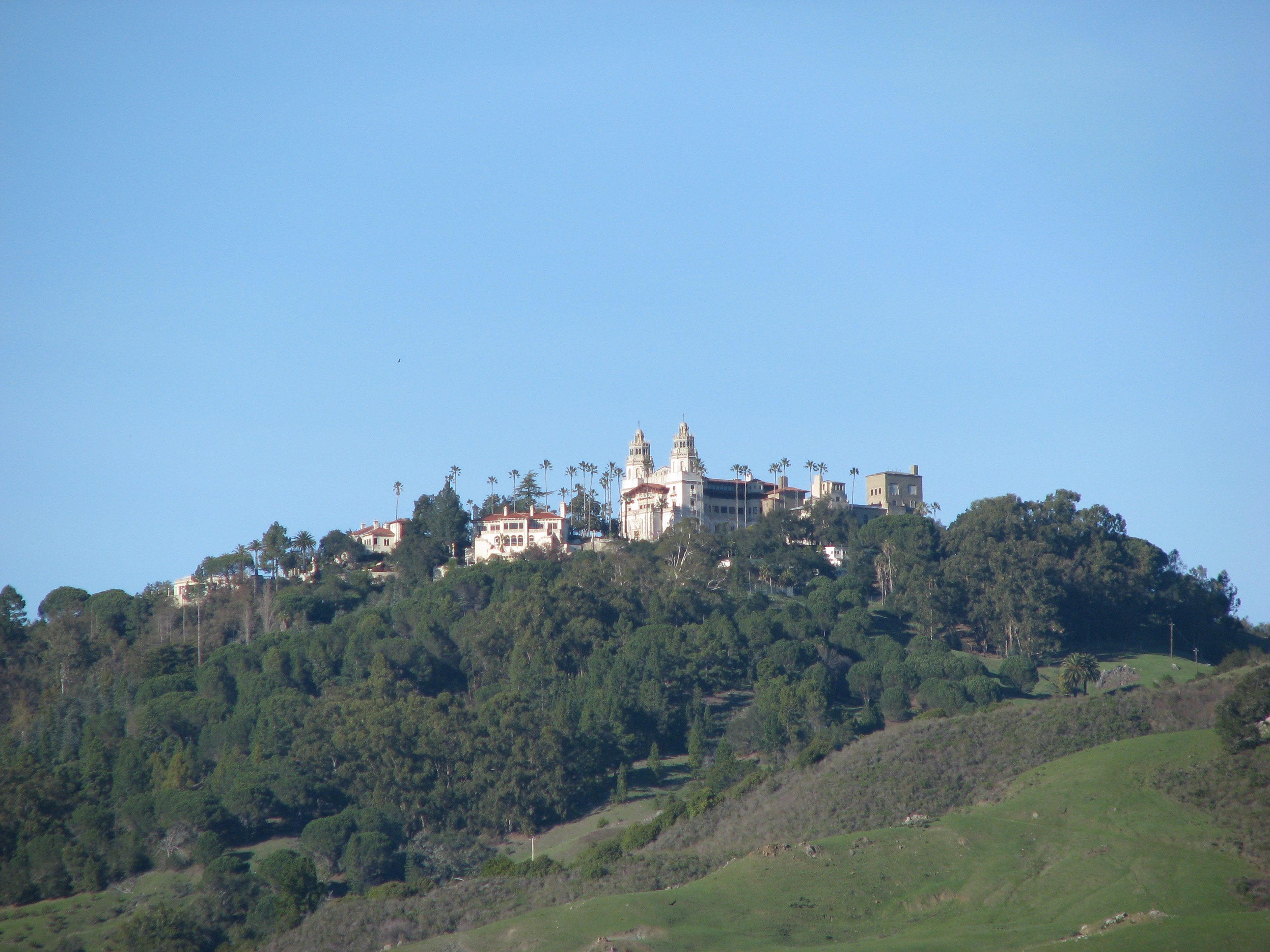
Vy av Hearst Castle från California State Route 1. Fasaden är byggd i samma stil som en spansk katedral.

Hearst Castle var den amerikanske tidningsmagnaten William Randolph Hearsts palatsliknande residens, av honom själv vanligen refererat till som "the ranch". Det är beläget i San Luis Obispo County, i närheten av San Simeon. 

## Bakgrund
Hearst Castle ritades av arkitekten Julia Morgan och färdigställdes 1947. Morgan valdes som arkitekt för projektet 1919. 
Hearst Castle skänktes 1957 av företaget Hearst Corporation till delstaten Kalifornien. Idag är det öppet för allmänheten och klassat som nationellt minnesmärke. Området runt slottet ingår i Hearst San Simeon State Park and Historical Monument som drivs av California State Parks.